# Scaridium elongatum
Scaridium elongatum är en hjuldjursart som beskrevs av Segers 1996. Scaridium elongatum ingår i släktet Scaridium och familjen Scaridiidae. Inga underarter finns listade i Catalogue of Life.